# Дондіпрошахт
«Дондіпрошахт» — проєктний інститут, відкрите акціонерне товариство (2002). Засновано у 1938. Головний інститут в Україні з розробки проєктно-кошторисної документації на спорудження глибоких шахт.

## Наукова діяльність
Основні наукові напрямки:
- комплексне проєктування будівництва нових, реконструкції та технічного переозброєння вугільних підприємств, включно з об'єктами оточуючого середовища;
- проєктування локальних комплексів для діючих підприємств з метою їх модернізації, підтримки видобутку вугілля, підвищення безпеки робіт і покращання умов праці, підвищення ефективності виробництва, зниження негативного впливу на довкілля;
- розробка генеральної схеми розвитку вугільної галузі;
- розробка ТЕО доцільності спорудження нових вугільних підприємств та реконструкції діючих;
- розробка гірничо-геологічних обґрунтувань спорудження об'єктів і проєктів заходів охорони будівель і споруд;
- комплексне проєктування ліквідації підприємств вугільної промисловості.